# Абдул Маджид Хасан
Абдул Маджид Хассан — второй султан Брунея, правивший в 1402—1408 годах (по другим данным — не правил вообще, поэтому не включён в генеалогическое дерево правящей династии).

## Биография
Абдул Маджид Хассан не упоминается в брунейских хрониках Salasilah Raja-Raja Brunei; основным источником информации о нём являются официальная хроника китайской династии Мин (Мин шилу) и основанная на ней История Мин, а также стела у его захоронения в Нанкине.
Китайские источники упоминают, что 5 декабря 1405 года в Нанкине была принята делегация, посланная правителем страны «Бони» (渤泥; Борнео/Бруней), чьё имя было дано как Ма-на-жэ-цзя-на-най (麻那惹加那乃). 22-го числа того же месяца в «Бони» был послан с ответным визитом китайский посол, который должен был сообщить этому Ма-на-жэ-цзя-на-най о признании независимости страны «Бони» (от яванской империи Маджапахит), и возвести его в сан признанного Минской империей правителя (ван, в китайской терминологии) своей страны, выдав ему официальную печать.
«Страна Бони» упоминается в китайских источниках начиная с X века, однако без особой определённости в отношении её географического расположения. По мнению современных исследователей, название «Бони» скорее всего относилось к каким-то государствам (возможно, разным в разные эпохи) на острове Борнео (Калимантан). Можно предполагать, что «Бони» XV века могло быть государством-предшественником современного Брунея. Именно так считает Брунейский исторический центр, по мнению которого Ма-на-жэ-цзя-на-най (или, в других записях китайских хроник, просто Ма-на-жэ-цзя-на, 麻那惹加那) звался Абдул Маджид Хассан, а китайское написание его имени может быть интерпретировано как «Махараджа Карна». С учётом сведений из китайских источников, брунейские историки откорректировали список своих султанов, поместив Абдул Маджид Хассана между первым и вторым султанами, традиционно зафиксированными брунейской историей.
6 февраля 1406 года делегация страны «Бони» отбыла из Нанкина на родину. Зимой 1406—1407 годов Нанкин посетила ещё одна делегация из «Бони», возможно с целью подготовки личного визита самого правителя этой страны.
Осенью 1408 года Абдул Маджид Хассан лично прибыл в Китай, став первым из всех правителей Юго-Восточной Азии, лично посетившим Китай, чтобы выразить своё почтение минскому императору. Императорский евнух Ду Син торжественно встретил брунейского гостя в одном из портов южной Фуцзяни, и 9 сентября они прибыли в Нанкин Брунейская делегация включала свыше 150 человек.
Поскольку до Абдул Маджид Хассана заморские правители такого ранга не посещали минскую столицу, в Министерстве Церемониала возник вопрос, как его нужно встречать. По решению самого императора, султана приравняли в церемониальном отношении к представителям китайской высшей знати (гун и хоу) и старшим министрам.
Через месяц после прибытия в Нанкин султан заболел. Несмотря на помощь докторов императорского двора, брунейский гость умер в Нанкине 19 октября 1408 года в возрасте 28 лет.

## Захоронение
Китайский император лично выразил свою скорбь о кончине заморского гостя. Брунейскому правителю был пожалован посмертный почётный титул Гун-шунь (恭顺), то есть «Почтительный и послушный». Он был с почестями захоронен 3 ноября 1408 года. Место для могилы, расположенное в 4 километрах к юго-западу от южных ворот городской стены Нанкина (31°58′44″ с. ш. 118°45′11″ в. д.), было выбрано в соответствии с принципами фэншуй — на южном склоне холма, также окружённое холмами с востока и запада, и открытое лишь к югу. Перед погребальным комплексом, то есть к югу от него, имеется небольшой водоём.
У гробницы султана был сооружён скульптурный комплекс по типу, полагающемуся высшей знати Минской империи, и повторяющий в уменьшённом масштабе «дорогу духов» (шэньдао) императорского мавзолея Сяолин. Путь к захоронению султана начинается от каменной черепахи-биси, несущей стелу, посвящённую заслугам усопшего; затем посетитель идёт по дорожке, по сторонам которой выстроился почётный караул из каменных животных, воинов, и гражданских чиновников, и наконец прибывает к могильному кургану султана, перед которым стоит скромная стела с его китайским именем.
В течение последующих столетий гробница султана пришла в запустение. Жители окрестных деревень звали её «хуэйхуэй фэнь» (回回坟), то есть «могила мусульманина», но её точное происхождение забылось. 12 мая 1958 года специалисты смогли прочитать часть текста на сохранившихся фрагментах стелы, из чего стало ясно, кто здесь был захоронен.
Из проходящего неподалёку оросительного канала был затем извлечён другой фрагмент стелы, текст на котором подтвердил мнение специалистов. Стела была починена, фигуры животных и людей установлены на прежнее место, а вокруг могилы разбит парк. В 1981 году «Гробница правителя страны Бони» была занесена в провинциальный список памятников культуры провинции Цзянсу, а в 2001 году — в общенациональный. В 2004 году над султановой черепахой была построена традиционная беседка, а в 2006 году рядом был открыт Дом китайско-брунейской дружбы. Вокруг парка давно уже не сельская местность, а новые районы Нанкина; сейчас он выходит на проспект Программного Обеспечения (软件大街, Жуаньцзянь дацзе).